# كويم أرواخو
كويم أرواخو (بالإسبانية: Joaquim Araujo Delgado) (10 مارس 1988 في إسبانيا - ) هو لاعب كرة قدم إسباني في مركز الهجوم. لعب مع نادي إلدنس.

## وصلات خارجية
- كويم أرواخو على موقع قاعدة بيانات كرة القدم.إي يو (الإنجليزية)
- كويم أرواخو على موقع Soccerway.com (الإنجليزية)